# Poecilotriccus albifacies
Poecilotriccus albifacies е вид птица от семейство Tyrannidae.

## Разпространение
Видът е разпространен в Перу.